# Бумаль, Оливье
Оливье Жюниор Бумаль (фр. Olivier Junior Boumal; 17 сентября 1989, Дуала, Камерун) — камерунский футболист, полузащитник клуба «Ньюкасл Юнайтед Джетс». Выступал за сборную Камеруна.

## Клубная карьера
Бумаль — воспитанник французского «Сент-Этьен» и испанского «Альбасете». В 2010 году Оливье подписал контракт с греческим клубом «Панетоликос». В матче против «Трикалы» он дебютировал в греческой футбольной лиге. 5 декабря в поединке против «Калитеи» Оливье забил свой первый гол за «Панетоликос». По итогам сезона Бумаль помог клубу выйти в элиту. 10 сентября в матче против «Паниониса» он дебютировал в греческой Суперлиге. В 2012 году Оливье перешёл в румынскую «Астру», но не смог выиграть конкуренцию и вскоре вернулся в Грецию, став игроком «Левадиакоса». 24 февраля 2013 года в матче против «Астераса» он дебютировал за новую команду.
В начале 2014 года из-за отсутствия игровой практики Бумаль покинул «Левадиакос» и перешёл в «Ираклис Псахна». 12 января в матче против «Эпископи» он дебютировал за новую команду. 7 февраля в поединке против «Визаса» Оливье сделал «дубль», забив свои первые голы за «Ираклис Псахна».
Летом 2014 года Бумаль на правах свободного агента перешёл в «Паниониос». 25 августа в матче против «Эрготелиса» он дебютировал за новую команду. 31 августа в поединке против «Панатинаикоса» Оливье забил свой первый гол за «Панионис». В начале 2016 года Бумаль перешёл в «Панатинаикос». Сумма трансфера составила 550 тыс. евро. 11 января в матче против «Каллони» он дебютировал за новую команду. В этом же поединке Оливье забил свой первый гол за «Панатинаикос».
Летом 2017 года Бумаль перешёл в китайский «Ляонин Хувин», подписав контракт на полтора года. Сумма трансфера составила 2,2 млн евро. 15 июля в матче против «Хэнань Цзянье» он дебютировал в китайской Суперлиге. 14 октября в поединке против «Шанхай СИПГ» Оливье забил свой первый голо за «Ляонин Хувин». В начале 2018 года Бумаль перешёл в японский «Иокогама Ф. Маринос». 31 марта в матче против «Симидзу С-Палс» он дебютировал в Джей-лиге. 15 апреля в поединке против «Виссел Кобе» Оливье забил свой первый гол за «Йокогама Ф. Маринос».
В начале 2019 года Бумаль вернулся в Европу, подписав контракт с греческим клубом «Паниониос». 24 февраля в матче против «Панатинаикоса» он дебютировал в греческой Суперлиге. Летом 2020 года Бумаль присоединился в грузинскому «Сабуртало». 18 августа в матче против «Чихура» он дебютировал в чемпионате Грузии. Летом 2021 года Бумаль подписал годовое соглашение с австралийским «Ньюкасл Юнайтед Джетс». 21 ноября в матче против «Сентрал Кост Маринерс» он дебютировал в A-Лиге. 28 ноября в поединке против «Вестерн Сидней Уондерерс» Оливье забил свой первый гол за «Ньюкасл Юнайтед Джетс».

## Международная карьера
В 2009 году в составе молодёжной сборной Камеруна Ойонго принял участие в молодёжной чемпионате мира в Египте. На турнире он сыграл в матчах против команд Южной Кореи, США и Германии.
13 июня 2017 года в товарищеском матче против сборной Колумбии Бумаль дебютировал за сборную Камеруна.
В том же году Оливье принял участие в Кубке конфедераций в России. На турнире он был запасным и на поле не вышел.
В 2019 году в составе сборной Бассогог принял участие Кубке Африки в Египте. На турнире он сыграл в матчах против команд Гвинеи-Бисау и Бенина.